# Arnaldo Dell'Acqua
Arnaldo Dell'Acqua (Roma, 14 de mayo de 1938-23 de junio de 2024) fue un actor italiano. Sus hermanos Roberto, Ottaviano y Alberto trabajaban en otras obras, pero todos se juntaron para obtener un papel de zombis en la película Zombi 2, dirigida por Lucio Fulci. Arnaldo actuó en 13 películas aproximadamente debutando en 1964 y visto últimamente en 2001.

## Filmografía

### Cine
| Películas | Películas                                         | Películas           | Películas |
| Año       | Película                                          | Director            |           |
| --------- | ------------------------------------------------- | ------------------- | --------- |
| 1964      | Gli invincibili tre                               | Gianfranco Parolini |           |
| 1964      | Il triunfo di Ercole                              |                     |           |
| 1966      | Operación Goldman                                 |                     |           |
| 1967      | I giorni della violenza                           |                     |           |
| 1967      | Con el corazón en la garganta                     |                     |           |
| 1967      | No soy un asesino                                 |                     |           |
| 1969      | Django el bastardo                                |                     |           |
| 1970      | Le llamaban Trinidad                              |                     |           |
| 1971      | Le seguían llamando Trinidad                      |                     |           |
| 1971      | Y dejaron de llamarle Camposanto                  |                     |           |
| 1971      | La espada normanda                                |                     |           |
| 1971      | Y ahora le llaman Aleluya                         |                     |           |
| 1972      | La spada normanna                                 | Roberto Mauri       |           |
| 1972      | La vita, a volte, è molto dura, vero Provvidenza? | Giulio Petroni      |           |
| 1972      | Ya le llamaban Providenzia                        |                     |           |
| 1972      | Y después le llamaron el magnífico                |                     |           |
| 1972      | Seminò morte... lo chiamavano il Castigo di Dio!  |                     |           |
| 1972      | Les llamaban y les llaman dos sinvergüenzas       |                     |           |
| 1972      | Amico, stammi lontano almeno un palmo             | Michele Lupo        |           |
| 1973      | Dio, sei proprio un padreterno!                   | Michele Lupo        |           |
| 1973      | Ci risiamo, vero Provvidenza?                     | Alberto De Martino  |           |
| 1973      | Mátalos, jefe... te ayudo                         |                     |           |
| 1973      | El bruto, el listo y el capitán                   |                     |           |
| 1973      | Para mí el oro, para ti el plomo                  |                     |           |
| 1975      | Nosotros no somos ángeles                         |                     |           |
| 1975      | El Zorro                                          |                     |           |
| 1975      | Les llamaban los hermanos Trinidad                |                     |           |
| 1975      | El blanco, el amarillo y el negro                 |                     |           |
| 1976      | Safari Express                                    | Duccio Tessari      |           |
| 1976      | Los violentos de África                           |                     |           |
| 1976      | Bluff - Los embrollones                           |                     |           |
| 1976      | Il vangelo secondo Simone e Matteo                |                     |           |
| 1977      | Mannaja                                           |                     |           |
| 1978      | La viuda indomable                                |                     |           |
| 1979      | Zombi 2                                           | Lucio Fulci         |           |
| 1979      | Nueva York bajo el terror de los zombies          |                     |           |
| 1981      | Dos granujas en el Oeste                          |                     |           |
| 1982      | La gorilla                                        | Romolo Guerrieri    |           |
| 1982      | Banana Joe                                        |                     |           |
| 1986      | Tre giorni ai tropici                             | Tommaso Dazzi       |           |
| 1987      | Grosso guaio a Cartagena                          |                     |           |
| 1987      | Grosso guaio a Cartagena                          |                     |           |
| 1988      | Il nido del ragno                                 | Gianfranco Giagni   |           |
| 1990      | Tre colonne in cronaca                            |                     |           |
| 1990      | Mal d'Africa                                      |                     |           |
| 1997      | Tres hombres y una pierna                         |                     |           |

### Televisión
| 1982 | Una tranquilla coppia di killer |
| 2001 | Il commissario                  |